# Lithothamnion esperi
Lithothamnion esperi Heydrich, 1897  é o nome botânico  de uma espécie de algas vermelhas  pluricelulares do gênero Lithothamnion, subfamília Melobesioideae.
- São algas marinhas encontradas na Índia, Indonésia e ilhas dos Açores, Canárias e Cabo Verde.

## Sinonímia
- Millepora polymorpha var. ramosa  Esper, 1789